# Vilhelm Bergsøe

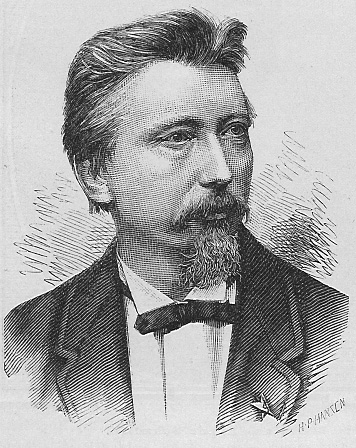
Vilhelm Bergsøe

Vilhelm Bergsøe (* 8. Februar 1835 in Kopenhagen; † 26. Juni 1911 ebenda) war ein dänischer Novellist, Naturforscher und Numismatiker.

## Leben
Bergsøe war ein Sohn des Verwalters der Königlichen Porzellanmanufaktur in der Købmagergade Carl Wilhelm Bergsøe (1800–1861) und dessen Frau Louise Sophie (geborene Bech, 1810–1845). Er war 11 Jahre alt, als seine Mutter starb und kam auf Wunsch seines Großvaters in den Haushalt Professor Martin Hammerichs und besuchte bis 1854 die von diesem geleitete Borgerdydsskolen in Christianshavn. Auf Wunsch des im Haus von Professor Martin Hammerich, dem damaligen Leiter der Borgerdydskolen in Christianshavn. Bald nach seinem Abschluss wurde er für einige Zeit als Lehrer für Naturgeschichte an der Schule angestellt. Bergsøe studierte danach an der Universität Kopenhagen zunächst, gemäß dem Wunsch seines Vaters Medizin. Nach zwei Jahren wechselte er zu den Naturwissenschaften und widmete sich insbesondere der Zoologie. 1855 hatte er mit einer Dissertation über die Termiten begonnen, die er 1862 mit Oldenborrens Naturhistorie fortsetzte. Der ständige Gebrauch des Mikroskops erwies sich jedoch als nachteilig und verschlechterte sein Sehvermögen. 1860 machte er seinen Abschluss in Insektenkunde und erkrankte im Frühjahr 1861 an einer schweren Augeninfektion. Er reiste im Herbst in der Hoffnung auf Heilung nach Italien, wo er namentlich in Messina die Fauna des Mittelmeers erforschte und interessante Beobachtungen über die Parasiten des Schwertfisches machte. Seine gesundheitlichen Probleme wurden tatsächlich gelindert.
Nach seiner Rückkehr veröffentlichte er die Monographie Philichthys Xiphiae (Kopenhagen 1864), sodann ein umfangreiches Werk: Über die italienische Tarantel und den Tarantismus im Mittelalter und in neuerer Zeit (Kopenhagen 1865). Doch kehrte auch seine Krankheit zurück, so dass er zeitweise fast blind war und sich genötigt sah, seine Laufbahn als Naturforscher aufzugeben. Zudem kam eine schmerzhafte arthritische Erkrankung hinzu. Erst 1875 erlangte er nach einer Operation sein Augenlicht zurück.

## Literarisches Schaffen
Bergsøe verlegte sich auf die literarische Tätigkeit und ließ in jener Zeit vor allem die großen Romane nach seinem Diktat niederschreiben. So entstand der Novellencyklus Fra Piazza del Popolo (1866, deutsch von Adolf Strodtmann, Berlin 1870), der große Sensation erregte, und ließ demselben seine erste Gedichtsammlung: J Ny og Nae (Dann und wann, Berlin 1867), nachfolgen.
Während eines zweiten Aufenthalts in Rom (1868), wo er teilweise Heilung seines Augenleidens fand, schrieb er den Roman Fra den gamle Fabrik (Aus der alten Fabrik), Erinnerungen aus seiner Jugendzeit, die zwar nicht an phantastischer Kraft dem vorhergehenden gleichkamen, aber in Form und Inhalt reifer sind. Der etwas breite Roman I Sabinerbjergene (1871; deutsch: Im Sabinergebirge, Bremen 1872) setzte die Reihe fort; dann folgten: Bruden fra Rørvig (1872; deutsch: Die Braut von Rörvig, Verlag Otto Janke, Berlin 1872); Gjengangerfortællinger (1873; deutsch: Gespensternovellen, Berlin 1873); Italienske Noveller (1874; deutsch, Leipzig 1876) und die letzte novellistische Arbeit: Hvem var han? (Wer war er?), die einzige, die er selbst niederschrieb, und die deshalb auch die feinste und ausgearbeitete ist.
Reiche Phantasie, seine Beobachtung und glänzende Darstellung zeichnen diese Romane aus und lassen auch an Originalität seine lyrischen Dichtungen weit hinter sich. Von letztern erschienen noch zwei Sammlungen: Hjemvee (Heimweh, 1872) und Blomstervignetter (Blumenvignetten). In dem Werk Rom under Pius den Niende (1874–1879), zu welchem er während eines dritten Aufenthalts in Rom 1872 seine Studien machte, schildert er zu Bildern französischer Künstler das päpstliche Rom als den Herd des Ultramontanismus; in Fra Mark og Skov: billeder af Insekternes Liv (Aus Feld und Welt, 1880, 3 Teile), einer Sammlung früherer naturhistorischer Schilderungen, gibt er populäre Darstellungen aus dem Leben der Insekten.
Er veröffentlichte für die Numismatiske forening ein Werk über die dänischen Medaillen Danske Medailler og Jetons fra 1789–1891. Kopenhagen 1893, Reprint 1978.

## Familie
Am 14. Februar 1872 heiratete er Margrethe Kirstine (geborene Smidth, 9. Dezember 1844 – 28. Juli 1922) eine Tochter des Peder Hersleb Classen Smidth (1809–1869) und dessen Frau Nicoline (geborene Benzon 1818–1887).
- Sein Sohn Paul Vilhelm Peter Bergsøe (22. Dezember 1872 – 29. Dezember 1963)[2] war zweimal verheiratet ⚭ 1. am 29. August 1901 mit Margrethe Agnes (geborene Hansen, 24. August 1880 – 18. Oktober 1933) und 2. am 16. November 1941 mit der Opernsängerin Karen Lise (geborene Rantzau-Meyer, 21. Januar 1896 – 7. Juni 1981).
  - Svend Bergsøe (15. September 1902 – 20. März 1985) wurde Fabrikant.[3]
  - Flemming Vilhelm Bergsøe (12. Januar 1905 – 28. November 1968) wurde Maler.[4]

Der Statistiker Adolph Frederik Bergsøe (7. Januar 1806 – 16. Januar 1854) war sein Onkel.